# Noticastrum sericeum
Noticastrum sericeum là một loài thực vật có hoa trong họ Cúc. Loài này được (Less.) Less. ex Phil. mô tả khoa học đầu tiên năm 1864.